# Jüdischer Friedhof Unterbalbach

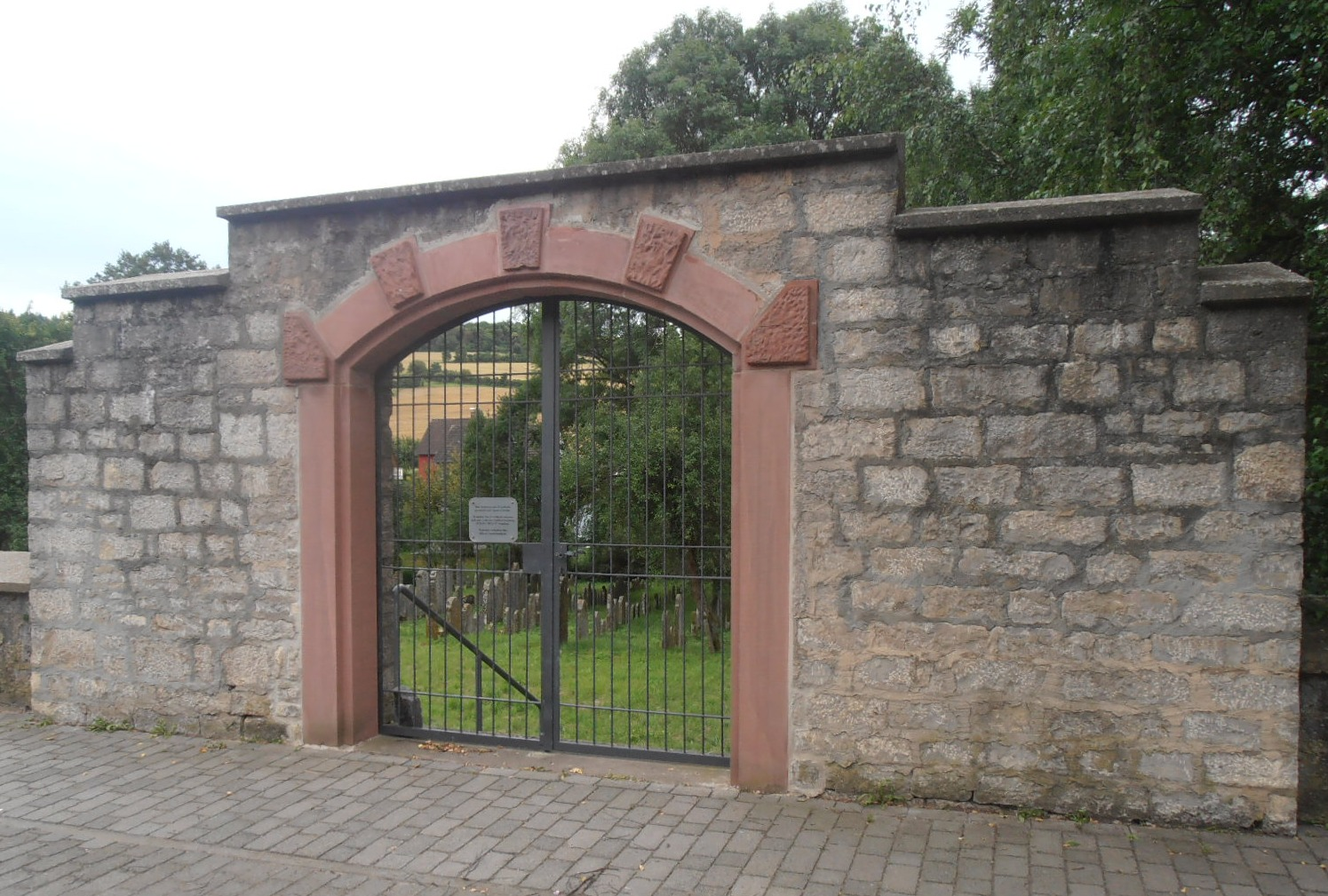
Zugangstor

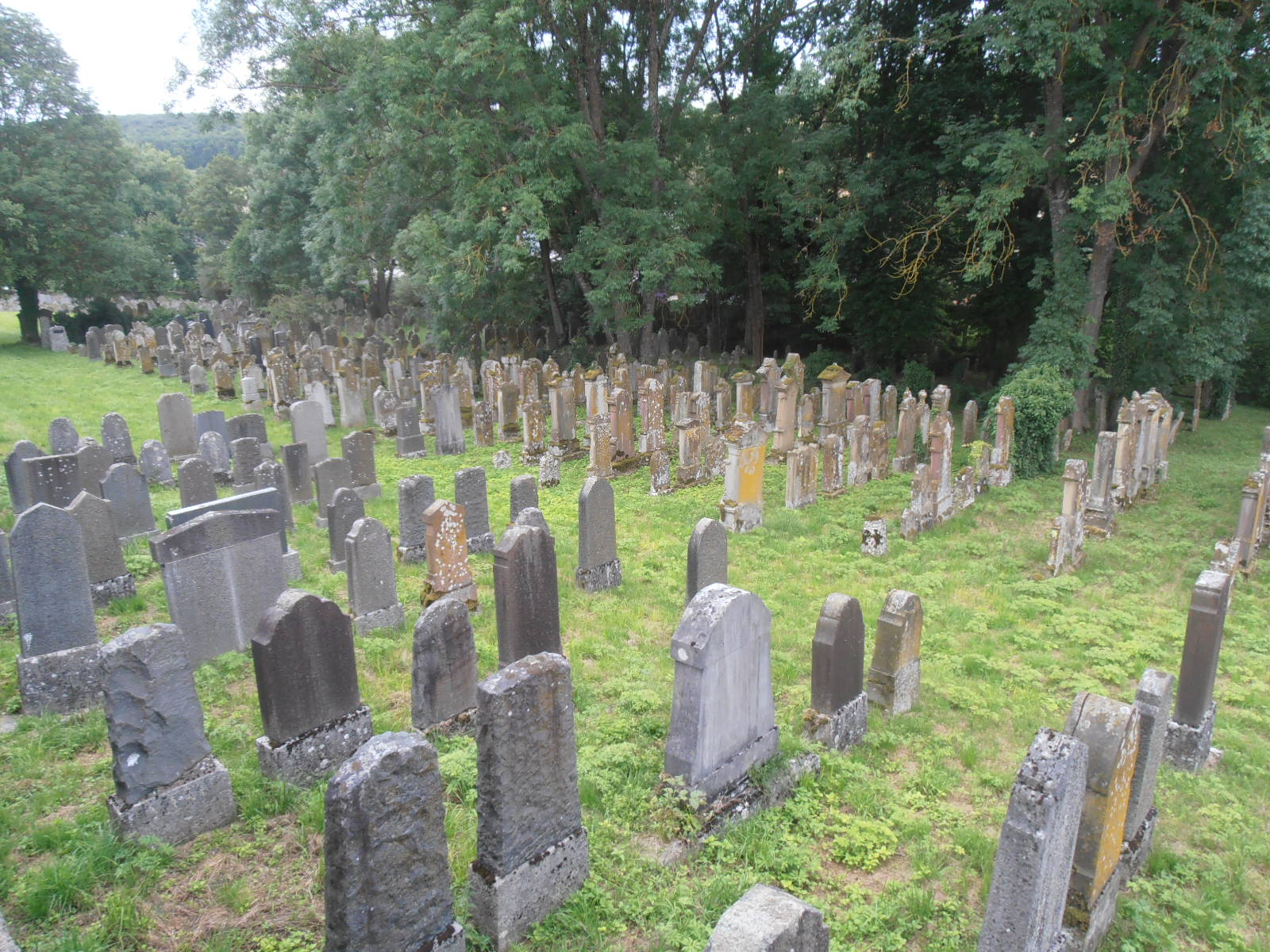
Ansicht des Friedhofs

Der Jüdische Friedhof Unterbalbach ist ein jüdischer Friedhof in Unterbalbach, einem Stadtteil von Lauda-Königshofen im Main-Tauber-Kreis im nördlichen Baden-Württemberg. Der jüdische Friedhof ist ein Kulturdenkmal der Stadt Lauda-Königshofen.

## Lage
Der jüdische Friedhof liegt östlich der Ortsmitte an der Straße von Unter- nach Oberbalbach (K 2847).
Ursprünglich lag er weit außerhalb der Ortschaft, inzwischen ist er von Wohnbebauung umgeben. Der Süden ist vom Balbach, die anderen Seiten von Mauern begrenzt. Der alte Eingang in der nordwestlichen Ecke liegt heute teilweise unterhalb des Straßenniveaus und ist zugemauert. Vom aktuellen Eingang durch ein doppeltüriges schmiedeeisernes Tor unter einem Sandsteinbogen in der Mitte der Nordmauer führen Stufen auf das Niveau des Friedhofs hinab. 

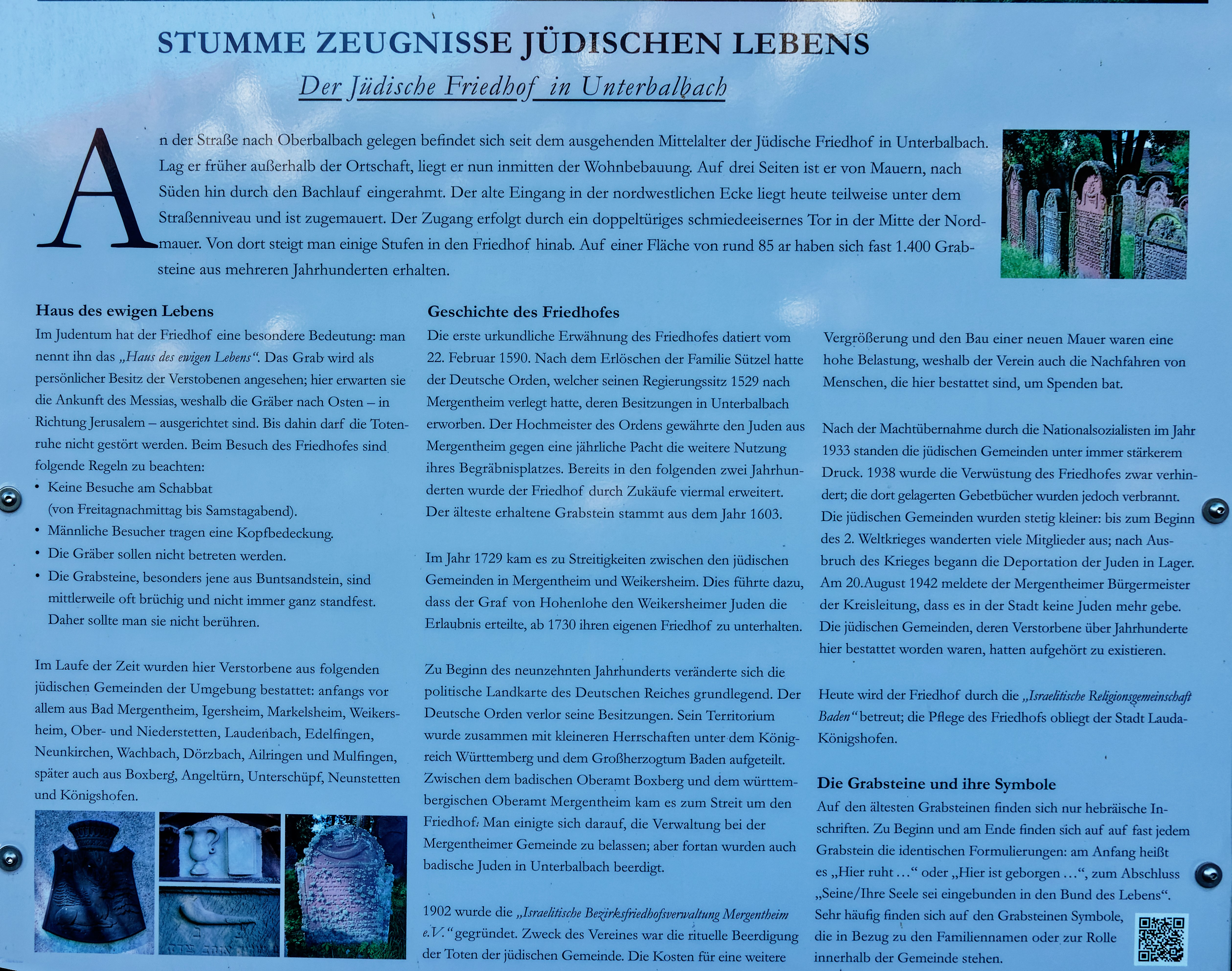
Informationstafel

## Geschichte
Der jüdische Friedhof in Unterbalbach entstand in der Mitte des 16. Jahrhunderts, die erste gesicherte Erwähnung ist von 1590. Der Deutsche Orden hatte in Unterbalbach einige Juden aufgenommen. Am 22. Februar 1590 bestätigte der Deutschmeister Erzherzog Maximilian auf Widerruf den Juden zu Mergentheim, Markelsheim, Igersheim und Unterbalbach das Recht, auf dem Begräbnisplatz oberhalb des Dorfes Unterbalbach gegen eine jährliche Zahlung von 16 Gulden weiterhin ihre Toten beizusetzen. In den folgenden Jahrhunderten wurden auf diesem Verbandsfriedhof Juden aus der weiten Umgebung beigesetzt: aus Hohebach, Hollenbach, Igersheim, Laudenbach, Markelsheim, Mergentheim, Mulfingen, Niederstetten und Weikersheim.
Heute sind auf dem ca. 85 ar großen Friedhof noch 1358 Mazewot vorhanden. Der älteste Grabstein ist von 1798, die letzte Bestattung fand 1967 statt.
Im Jahr 1987 wurden vom Zentralarchiv zur Erforschung der Geschichte der Juden in Deutschland Fotos von allen Grabsteinen erstellt. Unter Verwendung dieser Fotos wurde 2003 eine Grunddokumentation des jüdischen Friedhofs durch das Landesamt für Denkmalpflege Baden-Württemberg erstellt.